# Llyn Conwy
Llyn Conwy är en sjö i Storbritannien.   Den ligger i riksdelen Wales, i den södra delen av landet, 300 km nordväst om huvudstaden London. Llyn Conwy ligger 458 meter över havet.  Trakten runt Llyn Conwy består i huvudsak av gräsmarker.